# Rayshawn Simmons
Rayshawn Laron Simmons (Rowlett, Texas, 27 de octubre de 1994) es un baloncestista estadounidense que pertenece a la plantilla del Kangoeroes Willebroek de la Pro Basketball League, la primera división belga. Con 1,93 metros de estatura, juega en la posición de base.

## Trayectoria deportiva

### Universidad
Tras pasar un año en el Moberly Area Community College, en el que promedió 7 puntos por partido, jugó tres temporadas con los Chippewas de la Universidad de Míchigan Central, en las que promedió 8,7 puntos, 3,7 rebotes y 3,8 asistencias por partido.

### Profesional
Tras no ser elegido en el Draft de la NBA de 2016, no fue hasta enero de 2017 cuando firmó su primer contrato profesional, con el BK Prostějov de la Národní Basketbalová Liga de la República Checa. Allí disputó 12 partidos, en los que promedió 11,9 puntos y 5,3 asistencias.
En julio de 2017, tras disputar dos partidos con los Washington Wizards en las Ligas de Verano de la NBA, firmó con el equipo húngaro del Zalakerámia-ZTE KK, pero únicamente llegó a disputar dos partidos antes de ser despedido, en los que promedió 7 puntos y 9 asistencias. Tras quedarse sin equipo, ya entrado 2018 se marchó a jugar a la liga semiprofesional Queensland Basketball League, en Australia, a los Logan Thunder, donde disputó 19 partidos en los que promedió 11,9 puntos y 7,9 asistencias.
En agosto de 2018 regresó al continente europeo para fichar por el Erdgas Ehingen de la ProA, la segunda división alemana.